# Simone Inzaghi
Pour les articles homonymes, voir Inzaghi.
Simone Inzaghi, né le 5 avril 1976 à Plaisance (Italie), est un footballeur international italien ayant évolué au poste d'attaquant du milieu des années 1990 jusqu'à la fin des années 2000.
Il est le frère du footballeur italien Filippo Inzaghi. Plus jeune que lui, il décide de mettre un terme à sa carrière en 2010, à la suite d'une accumulation de blessures. Entraîneur de la SS Lazio entre 2016 et 2021, il devient par la suite celui de l'Inter Milan entre 2021 et 2025.

## Biographie

### En club
Formé au sein du club de sa ville natale, le Plaisance FC, il est prêté à 18 ans au club de l'AC Carpi en Serie C1 où il dispute 9 rencontre sans marquer le moindre but. Lors des deux saisons qui suivent, il est de nouveau prêté en Série C2 au club de Novare Calcio pour la saison 1995-1996 et à l'AC Lumezzane pour la saison 1996-1997. Il totalise 10 buts pour 46 rencontres.
Lors de la saison 1997-1998, il est de nouveau envoyé en prêt à Brescello, en Série C1, où il totalise 10 buts pour 21 rencontres. Il retourne à l'été 1998 au Piacenza Calcio 1919 où l'opportunité d'être titulaire en Serie A lui est offerte. Il marque son premier but lors du premier match du championnat contre la SS Lazio. Il totalise 15 buts et permet à son club de se maintenir à la fin de la saison. À l'été 1998, il est recruté par la Lazio pour un montant de 30 milliards de lires.
En mai 2010, il décide de mettre un terme à sa carrière de footballeur professionnel.

### En sélection nationale
Le 29 mars 2000, sous le commandement de Dino Zoff, Simone Inzaghi connait sa première sélection lors du match amical contre l'Espagne. Il entre à la 60e minute de jeu et forme avec son frère, Filippo Inzaghi, le duo d'attaque. Il est ensuite appelé à deux reprises par Giovanni Trapattoni.

### Entraîneur

#### SS Lazio (2016-2021)
Le 5 avril 2016, après plusieurs années au club à entraîner les équipes de jeunes de la SS Lazio, il est nommé entraîneur de l'équipe première en remplacement de Stefano Pioli à la suite d'une lourde défaite quatre buts à un subie à domicile contre l'AS Rome lors du derby di Roma.

#### Inter Milan (2021-2025)
Le 3 juin 2021, Simone Inzaghi rejoint l'Inter Milan,,. Vainqueur de la Coupe d'Italie en 2022 et 2023, il atteint la finale de la Ligue des champions 2023, défaite un but à zéro contre Manchester City. Simone Inzaghi est désigné Entraîneur du mois de la Serie A en octobre 2023 et en janvier 2024. Au terme du championnat 2023-2024, l'Inter Milan remporte le titre et gagne sa deuxième étoile sur le maillot, synonyme de 20 championnats remportés.
Le 20 mars 2025, il prolonge son contrat d'une année supplémentaire. Il atteint une nouvelle fois la finale de la Ligue des champions en 2025 et perd une nouvelle fois, cette fois-ci contre le Paris Saint-Germain sur le lourd score de cinq buts à zéro. Le 3 juin 2025, l'Inter Milan officialise leur séparation d'un commun accord entre les deux parties,,.

#### Al-Hilal FC (depuis 2025)
Le 4 juin 2025, Simone Inzaghi s'engage en faveur du Al-Hilal FC en paraphant un contrat de deux ans, soit jusqu'en juin 2027,. Avec le club saoudien, il touchera environ 25 millions d'euros par saison,,.
Il élimine Manchester City lors de la Coupe du monde des clubs à Orlando (Floride) en 8e de finale, le 30 juin 2025.

## Statistiques
| Saison                | Club                    | Championnat           | Championnat | Championnat | Championnat | Coupe(s) nationale(s) | Coupe(s) nationale(s) | Coupe(s) nationale(s) | Supercoupe | Supercoupe | Supercoupe | Compétition(s) continentale(s) | Compétition(s) continentale(s) | Compétition(s) continentale(s) | Compétition(s) continentale(s) | Supercoupe UEFA | Supercoupe UEFA | Supercoupe UEFA | Coppa Italia Serie C | Coppa Italia Serie C | Coppa Italia Serie C | Italie | Italie | Italie | Total | Total | Total |
| Saison                | Club                    | Division              | M.          | B.          | P.d.        | M.                    | B.                    | P.d.                  | M.         | B.         | P.d.       | Comp.                          | M.                             | B.                             | P.d.                           | M.              | B.              | P.d.            | M.                   | B.                   | P.d.                 | M.     | B.     | P.d.   | M.    | B.    | P.d.  |
| 1993-1994             | Plaisance FC            | Serie A               | 0           | 0           | -           | -                     | -                     | -                     | -          | -          | -          | -                              | -                              | -                              | -                              | -               | -               | -               | -                    | -                    | -                    | -      | -      | -      | 0     | 0     | 0     |
| aoû-oct 1994          | Plaisance FC            | Serie B               | 0           | 0           | -           | -                     | -                     | -                     | -          | -          | -          | -                              | -                              | -                              | -                              | -               | -               | -               | -                    | -                    | -                    | -      | -      | -      | 0     | 0     | 0     |
| aoû-oct 1997          | Plaisance FC            | Serie A               | 0           | 0           | -           | 1                     | 0                     | -                     | -          | -          | -          | -                              | -                              | -                              | -                              | -               | -               | -               | -                    | -                    | -                    | -      | -      | -      | 1     | 0     | 0     |
| 1998-1999             | Plaisance FC            | Serie A               | 30          | 15          | 11          | -                     | -                     | -                     | -          | -          | -          | -                              | -                              | -                              | -                              | -               | -               | -               | -                    | -                    | -                    | -      | -      | -      | 30    | 15    | 11    |
| Sous-total            | Sous-total              | Sous-total            | 30          | 15          | 11          | 1                     | 0                     | -                     | -          | -          | -          | -                              | -                              | -                              | -                              | -               | -               | -               | -                    | -                    | -                    | -      | -      | -      | 31    | 15    | 11    |
| 1994-1995             | AC Carpi (prêt)         | Serie C1              | 9           | 0           | -           | -                     | -                     | -                     | -          | -          | -          | -                              | -                              | -                              | -                              | -               | -               | -               | 6                    | 3                    | -                    | -      | -      | -      | 15    | 3     | 0     |
| 1995-1996             | Novare Calcio (prêt)    | Serie C2              | 23          | 4           | -           | -                     | -                     | -                     | -          | -          | -          | -                              | -                              | -                              | -                              | -               | -               | -               | 7                    | 1                    | -                    | -      | -      | -      | 30    | 5     | 0     |
| 1996-1997             | AC Lumezzane (prêt)     | Serie C2              | 23          | 6           | -           | -                     | -                     | -                     | -          | -          | -          | -                              | -                              | -                              | -                              | -               | -               | -               | 3                    | 0                    | -                    | -      | -      | -      | 26    | 6     | 0     |
| 1997-1998             | US Brescello (prêt)     | Serie C2              | 21          | 10          | -           | 0                     | 0                     | -                     | -          | -          | -          | -                              | -                              | -                              | -                              | -               | -               | -               | 2                    | 0                    | -                    | -      | -      | -      | 23    | 10    | 0     |
| Sous-total            | Sous-total              | Sous-total            | 76          | 20          | -           | -                     | -                     | -                     | -          | -          | -          | -                              | -                              | -                              | -                              | -               | -               | -               | 18                   | 4                    | -                    | -      | -      | -      | 94    | 24    | 0     |
| 1999-2000             | Lazio Rome              | Serie A               | 22          | 7           | 1           | 6                     | 3                     | -                     | -          | -          | -          | C1                             | 11                             | 9                              | 0                              | 1               | 0               | 0               | -                    | -                    | -                    | 1      | 0      | 0      | 41    | 19    | 1     |
| 2000-2001             | Lazio Rome              | Serie A               | 13          | 4           | 1           | 1                     | 0                     | -                     | 0          | 0          | 0          | C1                             | 9                              | 3                              | 0                              | -               | -               | -               | -                    | -                    | -                    | 1      | 0      | 0      | 24    | 7     | 1     |
| 2001-2002             | Lazio Rome              | Serie A               | 20          | 5           | 5           | 2                     | 1                     | 1                     | -          | -          | -          | C1                             | 6                              | 0                              | 1                              | -               | -               | -               | -                    | -                    | -                    | -      | -      | -      | 28    | 6     | 7     |
| 2002-2003             | Lazio Rome              | Serie A               | 18          | 4           | 1           | 3                     | 1                     | -                     | -          | -          | -          | C3                             | 8                              | 4                              | 0                              | -               | -               | -               | -                    | -                    | -                    | -      | -      | -      | 29    | 9     | 1     |
| 2003-2004             | Lazio Rome              | Serie A               | 24          | 6           | -           | 4                     | 1                     | 1                     | -          | -          | -          | C1                             | 5                              | 3                              | 0                              | -               | -               | -               | -                    | -                    | -                    | 1      | 0      | 0      | 34    | 10    | 1     |
| 2004-2005             | Lazio Rome              | Serie A               | 12          | 1           | -           | 1                     | 0                     | 0                     | 0          | 0          | 0          | C3                             | 3                              | 1                              | 0                              | -               | -               | -               | -                    | -                    | -                    | -      | -      | -      | 16    | 2     | 0     |
| 2005-2006             | Lazio Rome              | Serie A               | 7           | 0           | 1           | 2                     | 1                     | 0                     | -          | -          | -          | CI                             | 0                              | 0                              | 0                              | -               | -               | -               | -                    | -                    | -                    | -      | -      | -      | 9     | 1     | 1     |
| 2006-2007             | Lazio Rome              | Serie A               | 5           | 0           | 0           | -                     | -                     | -                     | -          | -          | -          | -                              | -                              | -                              | -                              | -               | -               | -               | -                    | -                    | -                    | -      | -      | -      | 5     | 0     | 0     |
| 2008-2009             | Lazio Rome              | Serie A               | 9           | 1           | 0           | 1                     | 0                     | -                     | -          | -          | -          | -                              | -                              | -                              | -                              | -               | -               | -               | -                    | -                    | -                    | -      | -      | -      | 10    | 1     | 0     |
| 2009-2010             | Lazio Rome              | Serie A               | 3           | 0           | 0           | -                     | -                     | -                     | -          | -          | -          | -                              | -                              | -                              | -                              | -               | -               | -               | -                    | -                    | -                    | -      | -      | -      | 3     | 0     | 0     |
| Sous-total            | Sous-total              | Sous-total            | 133         | 28          | 9           | 20                    | 7                     | 2                     | 0          | 0          | 0          | -                              | 42                             | 20                             | 1                              | 1               | 0               | 0               | -                    | -                    | -                    | 3      | 0      | 0      | 199   | 55    | 12    |
| 2005                  | UC Sampdoria (prêt)     | Serie A               | 5           | 0           | 3           | 2                     | 0                     | -                     | -          | -          | -          | -                              | -                              | -                              | -                              | -               | -               | -               | -                    | -                    | -                    | -      | -      | -      | 7     | 0     | 3     |
| 2007-2008             | Atalanta Bergame (prêt) | Serie A               | 19          | 0           | 1           | -                     | -                     | -                     | -          | -          | -          | -                              | -                              | -                              | -                              | -               | -               | -               | -                    | -                    | -                    | -      | -      | -      | 19    | 0     | 1     |
| Sous-total            | Sous-total              | Sous-total            | 24          | 0           | 4           | 2                     | 0                     | -                     | -          | -          | -          | -                              | -                              | -                              | -                              | -               | -               | -               | -                    | -                    | -                    | -      | -      | -      | 26    | 0     | 4     |
| Total sur la carrière | Total sur la carrière   | Total sur la carrière | 263         | 63          | 24          | 23                    | 7                     | 2                     | 0          | 0          | 0          | -                              | 42                             | 20                             | 1                              | 1               | 0               | 0               | 18                   | 4                    | -                    | 3      | 0      | 0      | 350   | 94    | 27    |

## Palmarès

### En tant que joueur
| SS Lazio (7 titres) |
| --- |
| - Championnat d'Italie (1) - Vainqueur : 2000. - Coupe d'Italie (3) - Vainqueur : 2000, 2004 et 2009. - Supercoupe d'Italie (2) - Vainqueur : 2000 et 2009. - Supercoupe de l'UEFA (1) - Vainqueur : 1999. |

### En tant qu'entraîneur
| SS Lazio (3 titres)                                                                                                | Inter Milan (6 titres) |
| --- | --- |
| - Coupe d'Italie (1) - Vainqueur : 2019. - Finaliste : 2017. - Supercoupe d'Italie (2) - Vainqueur : 2017 et 2019. | - Championnat d'Italie (1) - Vainqueur : 2024. - Supercoupe d'Italie (3) - Vainqueur : 2021, 2022 et 2023. - Finaliste : 2024. - Coupe d'Italie (2) - Vainqueur : 2022 et 2023. - Ligue des champions - Finaliste : 2023 et 2025. |